# Карл Веєрштрасс
Карл Теодор Вільгельм Веєрштрасс (нім. Karl Theodor Wilhelm Weierstraß, нім. вимова: [ˈvaɪɐʃtʁaːs]; нар. 31 жовтня 1815 — пом. 19 лютого 1897) — німецький математик.
Народився в Остенфельді. Вивчав юридичні науки у Бонні та математичні в Мюнстері. Професор Берлінського університету (з 1856). Дослідження Веєрштрасса присвячені математичному аналізу, теорії функцій, варіаційному численню, диференціальній геометрії й лінійній алгебрі. Веєрштрасс розробив систему логічного обґрунтування математичного аналізу на основі побудованої ним теорії дійсних чисел. Він систематично використав поняття верхньої й нижньої границі та граничної точки числових множин, дав строге доведення основних властивостей функцій, неперервних на відрізку, і ввів у загальний вжиток поняття рівномірної збіжності функціонального ряду.
Ім'я Веєрштрасса носить математичний інститут у Берліні.

## Біографія
Народився в Остенфельді, передмісті Еннігерло, у родині чиновника.
1834: закінчив із відзнакою гімназію в Падерборні й, за наполяганням батька, вступив на юридичний факультет Боннського університету. Провчившися 4 роки, протягом яких замість юриспруденції Веєрштрасс посилено займався математикою, він залишив університет і вступив до університету Мюнстера.
1840: підготував екзаменаційну роботу з теорії еліптичних функцій, у якій уже містилися зародки його майбутніх відкриттів.
1841: у новій роботі Веєрштрасс установив: якщо послідовність аналітичних функцій, рівномірно збігається всередині деякої області (тобто в кожному замкнутому крузі, що належить області), то границя послідовності — також функція аналітична. Тут ключовою умовою є рівномірна збіжність; це поняття та строга теорія збіжності стали одним із найважливіших внесків Веєрштрасса в обґрунтування аналізу.
1842: після закінчення Академії отримав місце вчителя в провінційній католицькій прогімназії, де пропрацював 14 років. Навички вчителя потім допомогли Веєрштрассу стати найкращим викладачем Німеччини, а рідкісний вільний час (здебільшого нічний) він використовував для математичних досліджень. Окрім математики, він проводив там заняття з фізики, ботаніки, географії, історії, німецької мови, чистописання та гімнастики.
1854: опублікував статтю про абелеві функції, за яку Кенігсберзький університет відразу надає йому ступінь доктора honoris causa (почесного доктора без захисту дисертації). Діріхле надіслав захоплений відгук, завдяки якому Веєрштрасс отримав звання старшого вчителя та давно очікувану ним річну відпустку.
Відпочинок він використав для підготовки ще однієї блискучої статті (1856). Гумбольдт та Куммер допомогли Веєрштрассові влаштуватися професором спочатку Промислового Інституту в Берліні, а через декілька місяців — екстраординарним професором Берлінського університету. Одночасно його обрано членом Берлінської Академії наук. Берлінському університету він віддав 40 років життя.
З кінця 1850-х років міжнародне визнання Веєрштрасса швидко зросло. Цим він завдячував чудовій якості своїх лекцій.
Список тематики його курсів:
- Вступ до теорії аналітичних функцій, включно з теорією дійсних чисел.
- Теорія еліптичних функцій, застосування еліптичних функцій до задач геометрії та механіки.
- Теорія абелевих інтегралів та функцій.
- Варіаційне числення.

Здоров'я Веєрштрасса погіршилося — далася взнаки перевтома в молоді роки. У 1861 році під час виступу в нього трапився сильний напад запаморочення, і довелося перервати лекцію. Більше Веєрштрасс ніколи не читав лекції стоячи — він незмінно сидів, а один із найкращих студентів писав за нього на дошці.
1861: обрано членом Баварської академії наук.
1864: призначено ординарним професором.
1868: обрано членом-кореспондентом Паризької академії наук.
1870: познайомився з двадцятирічною Софією Ковалевською, що приїхала до Берліна для підготовки дисертації. Ніжні почуття до своєї Соні Веєрштрасс проніс через усе життя (він так і не одружився). Веєрштрасс допоміг Ковалевській вибрати тему дисертації та метод підходу до розв'язування, надалі регулярно консультував її зі складних питань аналізу, сприяв в отриманні наукового визнання.
Після захисту дисертації Ковалевська поїхала, на листи вчителя відповідала рідко, за винятком тих випадків, коли їй терміново була потрібна консультація.
1873: обрано ректором Берлінського університету.
1881: обрано членом Лондонського королівського товариства.
1883: після самогубства чоловіка Ковалевська, залишившись без засобів зі п'ятирічною дочкою, приїхала у Берлін і зупинилася у Веєрштрасса. Ціною величезних зусиль, використовуючи весь свій авторитет та зв'язки, йому вдалося виклопотати дівчині місце професора у Стокгольмському університеті.
1885: 70-річчя славетного математика врочисто відзначено в європейському масштабі.
1889: Веєрштрасс дуже захворів.
1891: несподівано померла Софія Ковалевська. Вражений Веєрштрасс надсилає квіти на її могилу та спалює всі листи від неї (листи від нього збереглись і були на початку XX століття опубліковані). Стан Веєрштрасса помітно погіршився, він рідко вставав, займався редагуванням своєї збірки праць.
1897: після тривалого періоду Веєрштрасс помер від ускладнень після грипу.
Його ім'я носить математичний інститут WIAS [Архівовано 11 травня 2019 у Wayback Machine.] у Берліні.